# کاروانسرای بزرگ بریز
کاروانسرای بزرگ بریز مربوط به دوره قاجار است و در شهرستان لار، بخش مرکزی، روستای بریز واقع شده و این اثر در تاریخ ۱۰ دی ۱۳۸۱ با شمارهٔ ثبت ۶۷۷۹ به‌عنوان یکی از آثار ملی ایران به ثبت رسیده است.